# 賈森·洛
詹森·洛維（英語：Jason Lowe；1991年9月2日—）是一位英格蘭足球運動員，在場上的位置是中場，但也可以勝任右後衛。他現在效力於英格蘭足球乙級聯賽球隊沙福特城。他也曾代表英格蘭青年隊參賽。

## 球會生涯

### 布萊克本流浪者
賈森·洛加入布萊克本流浪者時為U12球員，在2009年9月4日簽下首份職業合約後提拔至預備隊。2011年1月8日英格蘭足總盃對女王公园巡游者，上演他的職業處子秀。一星期後對車路士的比賽，他首次在英超職業登場，在24分鐘入替受傷的大卫·邓恩。
3月24日，他被外借至英甲球會奥尔德姆至季末，以獲取比賽經驗。四天後對特兰米尔流浪者比賽中首次代表奥尔德姆上場，4月3日2-0擊敗諾士郡一戰中主射點球，打進他個人在球會首顆進球，4月25日對沃尔索尔打進在球會第二顆進球。整個外借期間他共上場7次射入2球。
賈森·洛在布萊克本流浪者下次上場是2011年8月24日英格蘭足球聯賽盃對谢周三一戰。9月11日對富勒姆，是他在新球季首次聯賽上場。9月11日對阿森納首次先發上場，六天之後他與球會簽下五年長約。之後他繼續是球隊常規上場成員之一，司職不同位置，整個球季他在各項比賽共上場37次。
2012/13球季，賈森·洛隨球會降級至英冠作賽。他在新球季首次上場是作客伊普斯维奇城，司職左邊衛並打進烏龍球，最終以和局完成賽事。在看守領隊埃里克·布萊克執教期間，賈森·洛經常司職中場位置。縱使球季經歷多位主教練變動，他仍然在球隊中場穩固自己位置，使他整個球季各項賽事共上場42次。
2013/14球季，他依舊是球隊中場常規成員，在10月更續約至2017年。四天後對米德尔斯堡賽事，他的25碼射門進球當選為球會球季最佳進球。12月3日以3-1不敵伊普斯维奇城是他球會第100場比賽。全季他共上場42次。
2014/15球季，病魔侵擾了賈森·洛。由於球隊缺乏防守球員，使他回到右邊衛位置。賈森·洛的腳部疲勞性骨折使他退下火線數個月。康復後一星期對查尔顿竞技的比賽，他舊患復發。2月中再一次舊傷復發，迫使他進行手術，賈森·洛的賽季提前結束。2015/16球季，他上陣四次後再次受傷，再度進行手術並休養半年。2016年4月9日對狼隊一役以先發身份上場,。
2016/17球季，格蘭特·漢利離開球會後，賈森·洛被任命為球隊隊長。球隊表現不濟，而他自己亦因累積多張黃牌而停賽。在球季最後一場比賽，縱使布萊克本流浪者以3-1力勝布伦特福德，伯明翰和諾丁漢森林各自取勝，使球隊難逃降級命運。賈森·洛是球會八名季末放棄球員之一。

### 伯明翰城
2017年8月31日，他與英冠球會伯明翰簽約一年，之後作客诺里奇城的比賽首次先發上場。這場比賽另有五人也是首次代青球會上場。9月中他再度受傷。他在伯明翰期間只上場11次，季末被釋出。

### 博爾頓
離開伯明翰城後，他與博尔顿簽下兩年合約，為球會新球季首簽成員。

## 國家隊生涯
賈森·洛曾入選英格蘭歐洲U-19足球錦標賽參賽名單，但最終因傷而未能成事。2011年2月9日英格蘭U20對法國U20是他首次代表國家青年隊。2011年7月，他入選國際足協U-20世界盃參賽名單，以隊長身份領軍上場，最終在16強被淘汰出局。
2011年11月，他被提升至英格蘭U21，並在2013年歐洲U-21足球錦標賽資格賽對挪威U21比賽中上場並以2-1取勝。2013年5月，他入選參加歐洲U21足球錦標賽名單，赴以色列參賽。這項賽事他共上場2次，而英格蘭U21亦在小組賽出局，這亦是他最後一次代表英格蘭青年隊。

## 外部連結
- 足球数据库：賈森·洛的球员统计数据
- Jason Lowe profile at the Blackburn Rovers website